# کلیساهای باروک (فیلیپین)
مجموعه کلیساهای باروک عبارتند از چهار کلیسا در شهرهای مختلف کشور فیلیپین که به دلیل معماری خاص، آثار شاخص دوره تسلط اسپانیایی‌ها بر این کشور به حساب می‌آیند. این کلیساها عبارتند از:
- کلیسای سن آگوستین در مانیل
- کلیسای نوسترا سنورا در ایلوکوس جنوبی
- کلیسای سن آگوستین در ایلوکوس شمالی
- کلیسای سن توماس در ایلوئیلو

این کلیساها از سال ۱۹۹۳ در فهرست میراث جهانی یونسکو قرار گرفته‌اند.

## سرچشمه‌ها
ویکی‌پدیا انگلیسی